# Eugen Hertel
Eugen Hertel (* 30. Januar 1893 in Kaiserslautern; † 5. August 1973 ebenda) war ein deutscher Politiker (SPD).

## Leben und Beruf
Nach dem Schulbesuch absolvierte Hertel eine Tischlerlehre. Er ging bis 1915 auf Wanderschaft, bestand 1919 die Meisterprüfung im Schreinergewerbe und arbeitete anschließend als Tischler und Schreiner. Von 1925 bis 1933 wirkte er als Leiter der Kaiserslauterer SPD-Buchhandlung. Nach der Machtergreifung der Nationalsozialisten wurde er mehrfach verhaftet und unter anderem mit zwei Jahren Berufsverbot belegt. Seit 1945 arbeitete er als selbständiger Tischlermeister.

## Partei
1913 trat Hertel in die SPD ein. Seit 1931 arbeitete er auch als Redakteur für eine sozialdemokratische Zeitung. 

## Abgeordneter
Hertel war Ratsmitglied der Stadt Kaiserslautern. Er gehörte 1946/47 der Beratenden Landesversammlung von Rheinland-Pfalz an und war danach bis 1959 Mitglied des Rheinland-Pfälzischen Landtages. Von 1947 bis 1959 war er Vorsitzender der SPD-Landtagsfraktion. Der Landtag wählte ihn 1949 und 1954 zum Mitglied der Bundesversammlung, die jeweils Theodor Heuss zum  Bundespräsidenten wählte.

## Ehrungen
- Großes Bundesverdienstkreuz, 1954
- Ehrenbürgerschaft der Stadt Kaiserslautern, 1964
- Eugen-Hertel-Straße in Kaiserslautern
- Ehrenmitglied der Siedlergemeinschaft Lothringer Dell (aus Festschrift zum 80. Jubiläum)